# Eileen Fairbairn
Eileen Fairbairn (* 27. Juni 1893 in Dunedin, Neuseeland; † 9. August 1981 in Christchurch, Neuseeland) war eine neuseeländische Lehrerin und Geografin.

## Frühes Leben
Eileen Fairbairn wurde am 27. Juni 1893 als Tochter der Eheleute Ada Pilkington und dem Handelsreisenden Andrew Fairbairn in Dunedin geboren. Da ihr Vater ein begeisterter Bergsteiger war, entwickelte auch Fairbairn eine Leidenschaft für Berge und das Bergsteigen. 1906 erwanderte sie mit ihrer Familie den Milford Track. Über ihre Grundschulzeit ist nichts bekannt. Fairbairn besuchte die Christchurch Girls’ High School und schloss ihr anschließendes Studium am Canterbury College im Jahr 1915 mit einem Bachelor ab.

## Arbeit als Lehrerin
1921 kehrte Fairbairn als Lehrerin an die Christchurch Girls’ High School zurück. Während sie zuhause wohnte, bezog sie für ihre Arbeit kein Gehalt, weshalb ihr Vater ihre Karriere missbilligte.

## England
1927 reiste Fairbairn nach England, um am Newnham College in Cambridge Geographie zu studieren. Nach zwei Jahren schloss sie das Studium mit einem Diplom ab.

## Neuseeland
Zurück in Neuseeland, kehrte Fairbairn 1929 an die Christchurch Girls’ High School zurück und übernahm die Unterrichtsfächer Geografie, Biologie und Mathematik. In dieser Zeit leistete sie Pionierarbeit in Sachen Geographie, denn das Unterrichtsfach stand an den Universitäten des Landes noch nicht auf dem Lehrplan und die Mittel für den Unterricht an Schulen fehlten. Fairbairn unternahm Exkursionen mit ihren Schülerinnen und schulte sie in der Herstellung von Reliefmodellen. Sie nahm ihre Schüler mit zur Banks Peninsula und zum Skifahren mit in die Region des Aoraki/Mount Cook. Fairbairn war eine begeisterte Wanderin und kletterte viel in der Mount Cook Region. Sie war Mitglied des New Zealand Alpine Club und Mitglied im Canterbury Winter Sports Club.
1942 beendete Fairbairn den Vollzeitunterricht an der Christchurch Girls’ High School und zog es vor, dort in Teilzeit weiter zu unterrichten. Auch am St. Andrew’s College und am Christ’s College in Christchurch arbeitete sie in Teilzeit. In späteren Jahren nahm sie ihre Lehrtätigkeit an der Christchurch Girls’ High School als Aushilfslehrerin wieder auf.
Als Fairbairn in den Ruhestand ging, bedeutete dies für sie nicht, nichts mehr zu tun. Sie reiste nach Europa, interessierte sich in Südfrankreich und Italien für die Kunst und Architektur und nahm an internationalen Konferenzen im Bereich Geografie teil. Auch interessierte sie sich dafür, wie Menschen die Landschaft und die Berge formten. 1956 reiste sie nach Brasilien und interessierte sich vor Ort für die Kaffeeanbaugebiete, reiste 1960 nach Finnland und Schweden, weil sie sich dort für die Auswirkungen der Vergletscherungen interessierte. Fairbairn wurde in Christchurch Gründungsmitglied des Canterbury-Zweiges der New Zealand Geographical Society, wurde 1961 deren Präsidentin und 1973 zur ersten Person, die zur Ehrung zum Mitglied auf Lebenszeit ernannt wurde. Sie ließ in der Nähe des Arthur's Pass National Park eine Hütte für sich errichten, pflanzte dort viele Bäume und schenkte 1977 der Christchurch Girls’ High School die Hütte zum Anlass ihres 100-jährigen Bestehens.
Eileen Fairbairn verstarb am 9. August 1981 im Alter von 88 Jahren in Christchurch. Sie galt als Pionierin des modernen Geografieunterrichts an neuseeländischen Sekundarschulen.